# Paraspiroclypeus
Paraspiroclypeus es un género de foraminífero bentónico considerado un sinónimo posterior de Nummulites de la familia Nummulitidae, de la superfamilia Nummulitoidea, del suborden Rotaliina y del orden Rotaliida. Su especie tipo era Camerina chawneri. Su rango cronoestratigráfico abarcaba el Burdigaliense inferior (Mioceno inferior).

## Clasificación
Paraspiroclypeus incluía a la siguiente especie:
- Paraspiroclypeus chawneri †